# Pomerania (razza canina)
Il Pomerania, ufficialmente conosciuto come Spitz Tedesco Nano, è una razza di cane di tipo Spitz. Il suo nome comune deriva dalla regione storica della Pomerania (oggi divisa tra Germania e Polonia), anche se la sua origine è tedesca. Classificato dalla FCI nel gruppo 5, è la più piccola delle cinque varietà di Spitz Tedesco.
È importante notare che la Fédération Cynologique Internationale (FCI) ha pubblicato un aggiornamento dello standard di razza nel settembre 2024, introducendo nuove varietà di colore. Al momento, tale aggiornamento non è stato ancora recepito dallo standard dell'Ente Nazionale della Cinofilia Italiana (ENCI), che fa ancora riferimento alla versione precedente del 2019.

## Storia

### Origini
Lo Spitz Tedesco è considerato la razza canina più antica dell'Europa Centrale, discendente del "Cane della Torba" (Canis Familiaris Palustris Rütimeyer) dell'Età della Pietra e dei cani delle palafitte. Le prime referenze moderne alla razza risalgono al 1764, nel diario di James Boswell.

### Sviluppo e popolarità alla corte inglese
La popolarità della razza crebbe esponenzialmente grazie all'interesse della nobiltà britannica. Nel 1767, la Regina Carlotta di Meclemburgo-Strelitz, consorte del Re Giorgio III, portò in Inghilterra due esemplari. Questi cani, immortalati nei dipinti di Thomas Gainsborough, erano di taglia considerevolmente maggiore rispetto a quella odierna.
Fu la nipote di Carlotta, la Regina Vittoria, a definire la razza come la conosciamo oggi, al punto da farla preferire al Carlino presso la corte britannica. La regina fondò un proprio allevamento e, nel 1888, importò un esemplare rosso di nome "Windsor's Marco" che pesava solo 5,4 kg (12 lb). L'esibizione di questo cane di taglia ridotta scatenò una vera e propria moda, portando gli allevatori a selezionare solo gli esemplari più piccoli. Durante la vita della Regina Vittoria, la taglia media della razza si ridusse del 50%. Altri estimatori della razza in quel periodo includevano Joséphine de Beauharnais, moglie di Napoleone Bonaparte, e il Re Giorgio IV del Regno Unito.

### Storia moderna
Il primo club di razza fu fondato in Inghilterra nel 1891. Nel 1912, due Pomerania furono tra i tre cani che sopravvissero al naufragio del RMS Titanic. Il primo Pomerania a vincere il "Best in Show" al prestigioso Westminster Kennel Club Dog Show fu, nel 1988, "Great Elms Prince Charming II".

## Aspetto Generale e Standard di Razza
Lo Spitz Nano è un cane compatto e aggraziato, accattivante per il suo splendido mantello sollevato da un abbondante sottopelo. L'aspetto generale è caratterizzato da una testa da volpe con occhi attenti, orecchie piccole e appuntite, un forte collare simile a una criniera e una coda cespugliosa portata fieramente sopra il dorso.

### Mantello: Struttura, Muta e Toelettatura
Il mantello è una delle caratteristiche più iconiche del Pomerania.
- Struttura del Doppio Pelo: Lo Spitz Nano possiede un doppio pelo: un sottopelo corto, fitto e lanoso ("simile all'ovatta") che funge da isolante termico, e un pelo di copertura lungo, dritto e sollevato che protegge da umidità e sporco[2]. Questa struttura permette al cane di adattarsi a diverse condizioni climatiche[2].
- Muta e Fase del Cucciolo (Puppy Uglies): Il Pomerania ha due periodi di muta intensa all'anno (primavera e autunno), durante i quali perde gran parte del sottopelo. I cuccioli, inoltre, attraversano una fase di transizione del mantello intorno ai 4-6 mesi, nota come "puppy uglies", in cui il pelo da cucciolo viene sostituito da quello adulto, potendo apparire temporaneamente diradato e disomogeneo[10].
- Toelettatura: Una cura costante è fondamentale per prevenire la formazione di nodi. Il mantello va spazzolato più volte a settimana con un cardatore e un pettine, avendo cura di non spazzolare mai il pelo completamente asciutto per non spezzarlo, ma utilizzando uno spray districante[11].
- Il Taglio "a Orsetto" e i Rischi Associati: La popolarità del cane "Boo" ha diffuso il taglio "a orsetto" (teddy bear cut). Sebbene esteticamente apprezzato, questo tipo di tosatura è fortemente sconsigliato da veterinari e toelettatori professionisti. La rasatura del sottopelo può causare danni permanenti, impedendone la ricrescita corretta (alopecia post-tosatura) e compromettendo la capacità naturale del cane di termoregolarsi, esponendolo a colpi di calore d'estate e al freddo d'inverno[12].

### Colori
Il mantello del Pomerania si presenta in una vasta gamma di colori e variazioni, una delle più ampie nel mondo canino. È importante distinguere tra i colori pieni riconosciuti ufficialmente dagli standard e le altre numerose sfumature e combinazioni esistenti.

#### Colori Standard a Tinta Unita
Queste sono le varietà di colore di base riconosciute dallo standard.
- Nero: Il mantello deve essere di un nero brillante senza alcun segno bianco o di altri colori, con sottopelo e pelle di colore scuro[2].
- Marrone: Deve essere uniformemente marrone scuro (cioccolato)[2].
- Bianco: Deve essere bianco puro[14], anche se lievi tracce di giallo, specialmente sulle orecchie, sono tollerate[2].
- Arancio: Colore uniforme nella sfumatura media della gamma. Sfumature più chiare su petto, coda e "culottes" sono ammesse[2].
- Grigio-sfumato (Wolf Grey/Keeshond): Grigio-argento con punte dei peli nere. Presenta marcature caratteristiche come una maschera scura e degli "occhiali" finemente disegnati attorno agli occhi[2].
- Nero e Argento (Black and Silver): Nuova varietà introdotta ufficialmente dallo standard FCI del settembre 2024[1].
- Marrone e Focato (Brown and Tan): Nuova varietà introdotta ufficialmente dallo standard FCI del settembre 2024[1].

#### Altre Varietà e Sfumature
Questa categoria include colori composti, sfumature e combinazioni specifiche.
- Sable (Zibellino): Questa non è una colorazione a sé, ma un motivo caratterizzato da peli con la punta nera su un mantello di colore di base più chiaro. Le varianti più comuni includono:
  - Arancio-Zibellino (Orange-Sable): La più diffusa, con base arancio e punte nere.
  - Crema-Zibellino (Cream-Sable): Base color crema con punte nere.
  - Grigio-Zibellino (Wolf-Sable): Spesso associato al grigio-sfumato, ma con una base più chiara e sfumature diverse.
- Nero Focato (Black and Tan): Mantello nero con focature di colore marrone o ruggine ben definite sopra gli occhi, sul muso, sul petto e sulle zampe. Nello standard ENCI 2019 è classificato sotto "altri colori"[2].
- Particolor (Pluricolore): Mantello a base bianca con macchie di uno o più colori solidi. Le macchie devono essere ben distribuite. I colori delle macchie ammessi includono nero, marrone, arancio, grigio-sfumato, e le varietà zibellino[2]. L'aggiornamento FCI del 2024 ha specificato che le macchie possono essere anche nelle varietà "black-and-tan", "black-and-silver" e "brown-and-tan"[1].

#### Colorazioni Non Standard o Controverse
Esistono altre colorazioni che, sebbene presenti nella razza, non sono ammesse dallo standard FCI per le competizioni o sono oggetto di dibattito per motivi di salute.
- Merle (Arlecchino): Questo gene produce un mantello con chiazze diluite e irregolari su un colore di base solido (es. blue merle, chocolate merle). Il gene merle è associato a un rischio elevato di gravi problemi di salute, in particolare sordità e difetti oculari (come microftalmia e cecità), specialmente negli esemplari nati dall'accoppiamento di due genitori merle (doppio merle)[15]. Per questi motivi, questa colorazione non è riconosciuta dallo standard FCI.
- Altri colori: Occasionalmente possono apparire altre colorazioni come il blu (una diluizione del nero), il lavanda (una diluizione del marrone) e il brindle (tigrato), ma non sono considerate colori standard per la razza[13].

## Il mito del "Pomerania Nano"
Circola spesso un fraintendimento comune su questa razza: si parla infatti di “Pomerania Nano” o "Pomerania Toy" come se esistesse una versione ancora più piccola del Pomerania. In realtà, il Pomerania è già la varietà più piccola tra gli Spitz Tedeschi (ufficialmente chiamato Spitz Tedesco Nano) e non ha una variante ulteriormente ridotta riconosciuta da alcuno standard ufficiale.

### Allevamento Etico vs. Marketing Ingannevole
I termini “Nano”, “Toy”, “Teacup” o “Micro” sono spesso usati da allevatori senza scrupoli per vendere a prezzi maggiorati cuccioli volutamente sottopeso, nati da genitori non conformi allo standard o affetti da problemi di salute. Questi esemplari estremamente piccoli sono più vulnerabili a gravi problemi di salute, tra cui ipoglicemia, fragilità ossea e patologie cardiache. Un allevatore etico si attiene allo standard di razza, effettua i test genetici sulle patologie ereditarie e non promuove la vendita di cani "miniaturizzati" al di fuori degli standard riconosciuti.

## Carattere e Gestione

### Temperamento
Lo Spitz Tedesco Nano è descritto dallo standard come "sempre attento, vivace e straordinariamente legato al suo padrone". Non è né timido né aggressivo, ma possiede una grande personalità in un corpo piccolo. Pur essendo un cane da compagnia, mantiene un forte istinto da "cane sentinella", che lo porta ad abbaiare per segnalare novità o rumori insoliti.

### Educazione e Socializzazione
Essendo una razza che "apprende in fretta ed è facile da addomesticare", il Pomerania è particolarmente ricettivo ai metodi di addestramento basati sul rinforzo positivo. Questa filosofia si basa sul principio psicologico per cui i comportamenti che vengono premiati tendono a essere ripetuti. La formula consiste nell'associare un comportamento desiderato (es. il cane si siede) a una conseguenza piacevole (es. un premio), rafforzando così la probabilità che l'azione venga ripetuta in futuro. Questo approccio, che sfrutta l'intelligenza del cane invece di basarsi sulla coercizione, è ideale per il Pomerania, poiché ne preserva la sensibilità ed evita di generare stress o paura. I rinforzi più efficaci includono premi in cibo di vario valore (dalle crocchette a piccoli pezzi di carne), lodi verbali entusiaste e brevi sessioni di gioco. Per il successo, sono fondamentali tre pilastri: il tempismo (premiare nell'istante esatto del comportamento), sessioni di allenamento brevi e divertenti, e la coerenza delle regole tra tutti i membri della famiglia.
Una socializzazione precoce e ben strutturata è altrettanto fondamentale per mitigare la sua naturale diffidenza e prevenire l'ansia o l'aggressività da adulto.

### Convivenza in Famiglia
Sebbene affettuoso, il Pomerania è un cane fisicamente delicato a causa della sua piccola taglia ed è quindi necessaria cautela nell'interazione con bambini piccoli. Tuttavia, questa fragilità è legata principalmente al rischio di incidenti fisici (come impatti o schiacciamenti) piuttosto che a una debolezza intrinseca; la razza è infatti considerata "primitiva", con una genetica robusta e pochi problemi specifici.

## Club di Razza
In Italia, la tutela e la valorizzazione della razza sono promosse dal Club Italiano Spitz. L'associazione, riconosciuta dall'ENCI, si occupa di tutte le cinque varietà di Spitz Tedesco, incluso lo Spitz Nano (Pomerania) in tutti i suoi colori. Gli obiettivi del club includono il miglioramento genetico, la promozione di una corretta selezione e l'incremento dell'allevamento nel rispetto dello standard FCI 097. In collaborazione con l'ENCI, il club svolge funzioni di ricerca e supporto tecnico, fornendo relazioni periodiche sulla situazione della razza e sugli obiettivi di selezione per garantirne lo sviluppo corretto.

## Sport cinofili
Nonostante la taglia da cane da compagnia, il Pomerania possiede una notevole energia e intelligenza. L'impegno in uno sport risponde a bisogni fondamentali della razza. L'attività sportiva è vitale per un Pomerania per diverse ragioni:
- Fornisce uno scopo, combattendo la noia e comportamenti come l'abbaio eccessivo[23].
- Costruisce l'autostima del cane, rendendolo più equilibrato e sicuro[23].
- Rafforza il legame con il proprietario, creando una sinergia unica[23].

Grazie a queste attitudini, il Pomerania ha raggiunto traguardi storici in molteplici discipline, tra cui Obedience, Agility, Flyball e Scent Work.

## Salute

### Aspettativa di vita
L'aspettativa di vita media si attesta tra i 12 e i 14 anni. Uno studio britannico ha calcolato una media di 12,2 anni.

### Problemi comuni e Prevenzione
- Lussazione della Patella: Condizione comune nelle razze toy, con una prevalenza stimata del 6,5% in uno studio inglese[26]. La prevenzione si basa sul mantenimento di un peso corporeo ottimale[27].
- Collasso Tracheale: Un indebolimento degli anelli tracheali. Per prevenire traumi, è fondamentale utilizzare sempre una pettorina al posto del collare[28].
- Malattia della Pelle Nera (Alopecia X): Una perdita di pelo di origine non ancora del tutto chiara, per la quale la razza è fortemente predisposta, costituendo il 79,3% dei casi in uno studio giapponese[29].
- Criptorchidismo: La mancata discesa di uno o entrambi i testicoli. È un difetto ereditario che richiede la sterilizzazione per prevenire il rischio di tumori testicolari[2].
- Problemi Dentali: I cani di piccola taglia sono predisposti a un rapido accumulo di tartaro, che può portare a malattie parodontali. È essenziale un'igiene orale costante, con spazzolatura dei denti e controlli veterinari regolari[30].

### Test Genetici
Per una gestione responsabile della salute della razza, sono disponibili test genetici per identificare i portatori di specifiche patologie ereditarie. Secondo il database HGTD, i test con maggiore rilevanza per la razza includono quelli per l'Iperuricosuria (HUU) e l'Atrofia Progressiva della Retina (PRA-rcd3).